# ギブソン・アンフィシアター

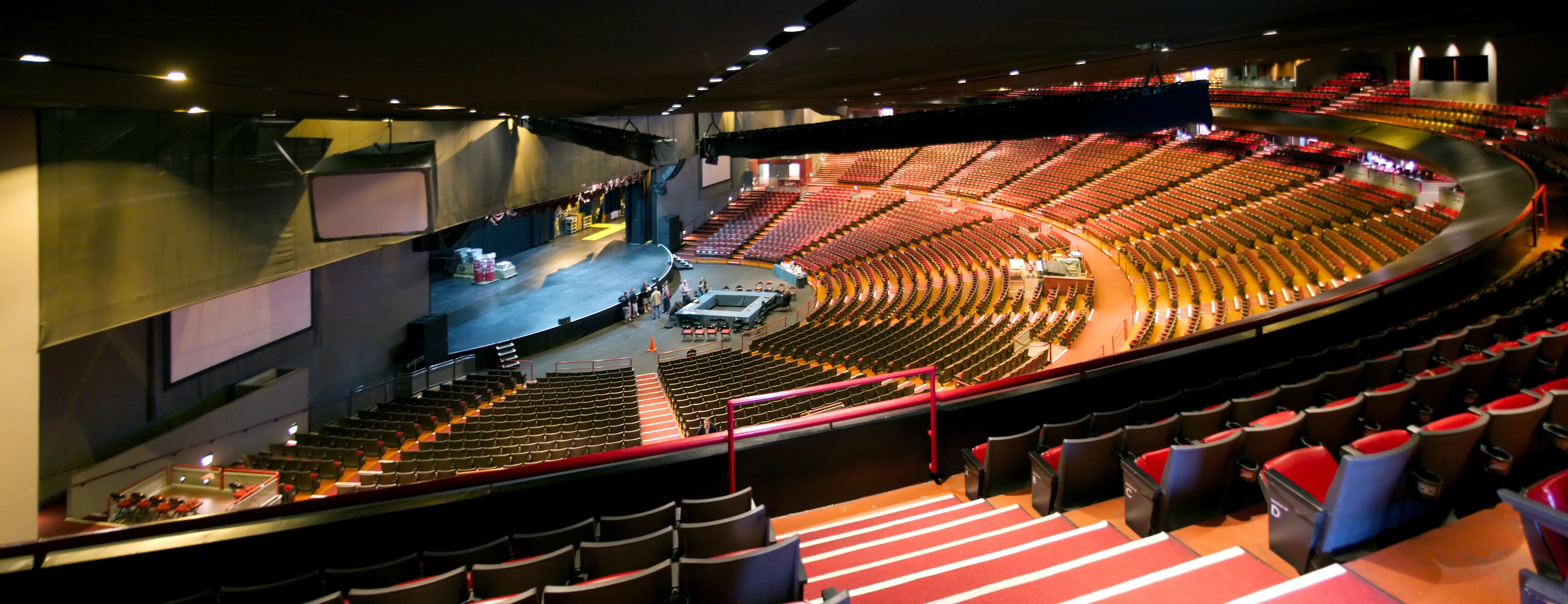
劇場内部

ギブソン・アンフィシアター（Gibson Amphitheatre）はカリフォルニア州ユニバーサルシティにあった半円形劇場。旧称はユニバーサル・アンフィシアター。名称のギブソンは楽器メーカーのことである。同社が命名権を取得した。
1972年にジーザス・クライスト・スーパースターの公演会場としてこけら落とされた。当時は野外劇場だったが、1982年に屋内劇場になった。収容人数は6,189席（1階席3,900、2階席2,189）。
主なイベントとしては2005年のWWE殿堂、MTVムービー・アワード、ティーン・チョイス・アワードなどが行なわれている。2003年にはアメリカン・アイドル (シーズン2)の決戦大会の会場として使用された。
しかし2013年にウィザーディング・ワールド・オブ・ハリー・ポッターの建設が決定されたため閉館。